# Rosemary Barkett
Rosemary Barkett (Ciudad Victoria, Tamaulipas, México, 29 de agosto de 1939) es una jueza federal en el Tribunal de Apelación de los Estados Unidos para el Undécimo Circuito. Anteriormente fue jefa de justicia de la Corte Suprema de la Florida, donde fue la primera mujer en ocupar ese cargo.

## Biografía
Barkett nació en 1939 en Ciudad Victoria, Tamaulipas, en México, de padres sirios, Assad y Mariam Baracatt. Se mudaron en 1946 a Miami, Florida. Por haber nacido en México algunos la consideran la primera jueza mujer y la primera hispana en servir en la Florida Supreme Court. Se naturalizó en 1958.
A los 17 años tomó los hábitos como monja de las Sisters of St. Joseph entre 1957 y 1967, y entre 1960 y 1968, fue maestra de escuelas primarias en Tampa, Jacksonville, y San Agustín.
En 1967 dejó el convento y se graduó en Spring Hill College, summa cum laude, y posteriormente juris doctor de la Universidad de Florida en 1970. Trabajó como abogada entre 1971 y 1979 en West Palm Beach, Florida.
En 1979 fue designada juez de circuito state por el gobernador Bob Graham y luego en la Florida Supreme Court, la primera mujer en el cargo. En 1992 sus colegas la eligieron para convertirse en la primera jefa de justicia mujer del estado.
El 24 de septiembre de 1993, el presidente Bill Clinton la nominó para la 11th Circuit Court of Appeals (Florida, Alabama, y Georgia) siendo confirmada recién seis meses después debido a que políticos conservadores dudaban que Barkett apoyara la pena de muerte. Fue confirmada por el senado el 14 de abril de 1995 por 61 contra 37.

## Honores
Es recipiente de siete doctorados honorarios además del The Margaret Brent Women Lawyers of Achievement Award, y el Latin Business and Professional Women Lifetime Achievement Award. En 1986 fue incluida en el Florida Women's Hall of Fame.
Dos premios llevan su nombre, el Rosemary Barkett Outstanding Achievement Award y el Rosemary Barkett Award.